# 雪豹突撃隊
雪豹突撃隊（簡体字中国語: 雪豹突击队、英語: Snow Leopard Commando Unit, SLCU）は、中国人民武装警察部隊第二機動総隊の特殊部隊。正式名は第二機動総隊第一特種作戦支隊。また創設当初は、ホッキョクオオカミに因んで雪狼突撃隊（簡体字中国語: 雪狼突击队、英語: Snow Wolf Commando Unit, SWCU）と称されていた。

## 歴史
武装警察は、対テロ作戦部隊として隼突撃隊を保有していた。これはもともと公安部直属の部隊として編成されたのち、1983年に武装警察に隷属替えされたもので、特殊警察学院として対テロ作戦の研究教育機関としての役割を果たすとともに、ハイジャックなどの国家レベルのテロ事件への対処を任務としていた。一方、地域での凶悪犯罪に対処するSWAT部隊については文民警察である公安民警が先鞭をつけ、1988年に仏山市公安局が特警部隊（特种警察队）を設置したのを皮切りに、各地で同様の公安特警部隊の編成が進められた。
しかし、2008年北京オリンピックを控えて、武装警察でも、北京市での凶悪犯対処・対テロ作戦を担当する部隊の編成が必要となった。この要請に従い、雪狼突撃隊（SWCU）は2002年10月に編成されたが、以後5年間に渡って存在は秘匿され続けていた。その後、2005年には公安特警としての北京特警総隊（後の藍剣突撃隊）も設置され、2006年4月27日には、北京警察学院において両部隊の共同訓練が公開された。これは雪狼突撃隊の存在が初めて公に確認された機会でもあった。北京オリンピックの警備にあたり、両部隊は共同で警備任務の主力を担った。
2007年9月4日にはロシアとの合同対テロ演習「Cooperation-2007」に参加した。イラクやアフガニスタンなどで紛争が激化した折には、中国の外交官を警護するために派遣された。2008年の北京オリンピックでも警備部隊として展開した。「特殊部隊オリンピック」とも呼ばれているAnnual Warrior Competitionでは2013年と2014年に2回連続で優勝をしている。
現在、部隊は雪豹突撃隊（SLCU）と改称されている。Qu Liangfengは、SLCUの業務に参加した経験のある武装警察幹部の話として、改称は猟師と8頭の猟犬から逃れた勇敢で狡猾な雪豹の物語に触発されたために行われたとしている。

## 訓練と選抜
1年から2年勤務した武装警察隊員にはSLCUへの志願資格が与えられ、その後の面接および体力・心理テストを経て採用される。2006年の段階で、SLCU隊員の平均年齢は22歳で、隊員の多くは18歳程度だとされる。これは他国の対テロ部隊と比較しても非常に若いとされる。
選抜後もSLCU隊員候補には体力訓練だけではなく車両の運転や各種装備の操作等、様々な訓練が課されている。体力訓練としては腕立て200回、腹筋200回、スクワット100回、バーベル上げ200回、35kgの装備を身につけてのクロスカントリー走10kmなどが行われる。こうした訓練を潜り抜けた隊員のみ、SLCUが属する武装警察北京市総隊第13支隊へ配属されるのである。

## 組織
SLCUは現在三つの特戦大隊と女子大隊、装甲車大隊から成る。
| 大隊         | 任務                   |
| ------------ | ---------------------- |
| 特戦第一大隊 | 対テロ作戦、爆発物処理 |
| 特戦第二大隊 | 対テロ作戦、爆発物処理 |
| 特戦第三大隊 | 対テロ作戦、爆発物処理 |
| 女子大隊     |                        |
| 装甲車大隊   | 人員輸送               |

## 装備
SLCUは2006年のデモンストレーションにおいて、QBZ-95系列の小銃とQSZ-92拳銃を使用していたが、実際にはその他にも多種多様な銃器で武装しているとされる。また、自国製の対暴動用装甲車両を調達する為に200万人民元が費され、これに加えて米国製車両及び装備類を4万人民元相当輸入したという。さらに防弾チョッキや通信機器などの各種装備購入にもおよそ30万人民元の予算が投入されたと見られている。

### 制服
SLCU隊員は制服の右腕にワッペン式の部隊章を縫いつけ、右胸ポケット上にバッジ式の部隊章を装着する。加えてタクティカルベストや防弾チョッキの右側には「SPECIAL POLICE GRP」と刺繍されている。